# Tangomusik

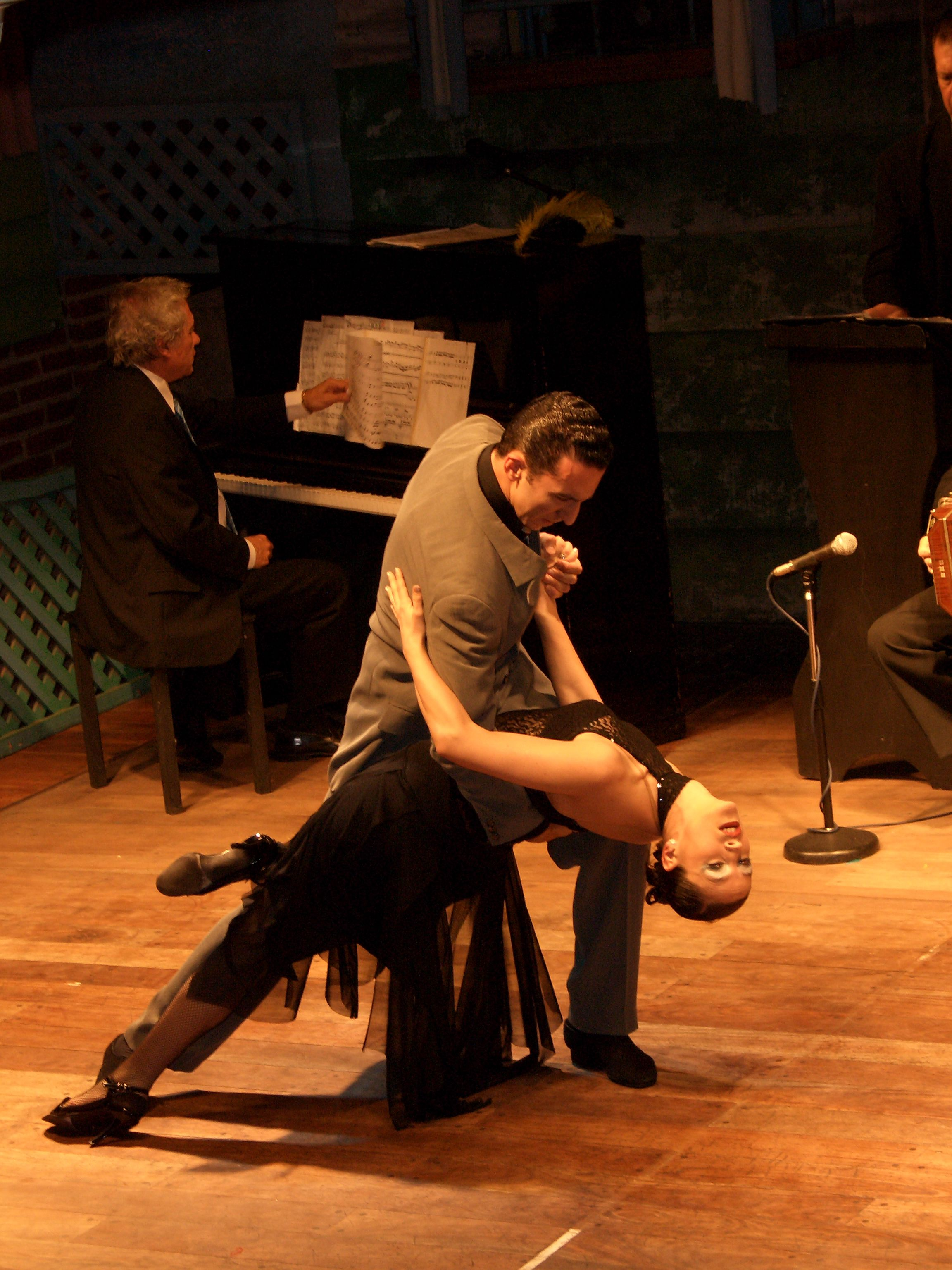
Tango.

Tango är en musikgenre med rötter i Argentina och Uruguay. Tangon innehåller element av de tidigare genrerna habanera, milonga och candombe. Bandoneón, piano, stråkinstrument och sång utgör viktiga element i tangoorkestrar, men tango kan även framföras som sång till en ensam gitarr. Carlos Gardel räknas av många som tidernas mest framstående tangosångare. Tango kan framföras med sång eller helt instrumentalt.

## Tangons ursprung
Den tidiga tangon spelades av europeiska immigranter i Buenos Aires och Montevideo. Den första generationen tangomusiker från slutet av 1800-talet är känd som "Guardia Vieja", det gamla gardet. Musiken var främst varianter av afro-genrerna habanera, milonga och candombe. I sitt ursprung hörde tangon till de fattiga hamnkvarteren, och den dansades varhelst musiker uppträdde, exempelvis på bordellerna. Texter odlade ett macho-ideal och dansen innehöll aggressiva rörelser.

## Tangon kring 1920-talet
Tango började mot slutet av 1910-talet spridas till Europa, i synnerhet till Paris. Filmstjärnan och sexsymbolen Rudolph Valentino spred, via sina sensuella tolkningar av tango på vita duken, dansen till en ny publik, speciellt till USA. På 1920-talet flyttade tangon in i de respektabla salongerna. Texterna beskyllde vanligen kvinnor för hjärtesorger, och dansen präglades av sexualitet, om än i en mer städad form än tidigare. Orkesterledare som Roberto Firpo och Francisco Canaro tog bort flöjt och andra blåsinstrument och lade i stället till en kontrabas.
Carlos Gardel blev oerhört inflytelserik för att ge sången en stark plats i tango musiken på 1920-talet och framåt. Han ses av många som tidernas främste tangoartist och blev en av dem som drev tangon mot dess guldålder. Julio de Caro var på sin sida betydelsefull för den instrumentala delen av tangons utveckling.

## Guldåldern
Tangons guldålder, då den var som mest populär både i Sydamerika och i Europa, inleddes 1930 och pågick fram till 1955, då militärkuppen mot Perón satte stopp för tangon som social umgängesform. Juan D'Arienzo, Aníbal Troilo, Francisco Canaro, Osváldo Pugliese och Carlos Di Sarli är stora orkesterledare från tangons guldålder.
Under den här perioden var orquesta típica (egentligen orquesta típica criolla) den vanligast förekommande tangoensemblen: den bestod av två violiner, två bandoneoner, piano samt kontrabas. Ibland kunde den byggas ut med ytterligare två eller fler violiner, med en eller fler altfioler, en violoncell, och stundom även med fler bandoneoner, som då bildade en fila.

## 1900-talets senare hälft

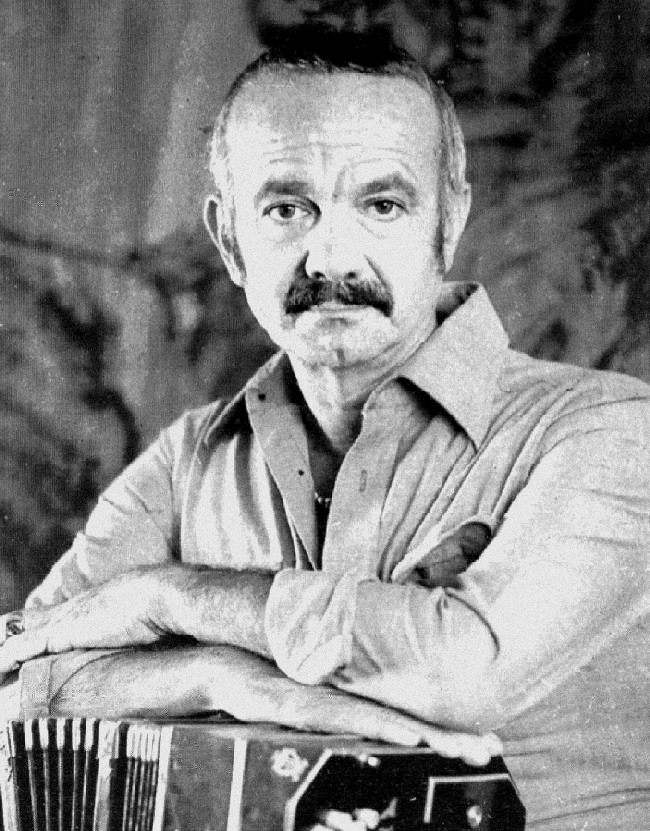
Astor Piazzolla

En kompositör som sedan mitten av 1950-talet i hög grad har bidragit till en viktig gren av tangomusikens utveckling är Astor Piazzolla, tango nuevons upphovsman. Tango nuevon var avsedd huvudsakligen att lyssna till -- Piazzolla tyckte inte om dansare -- och med starka inslag av jazz och konstmusik.

## Dagens musik
Sedan sent 1990-tal finns det två huvudfåror vad gäller förnyelse av tangomusiken. Å ena sidan finns det grupper som framför elektrotango, exempelvis Gotan Project från Paris, som utgår från klubbmusik och lägger till inslag av tangoinstrument och tangoatmosfär samtidigt som de bibehåller klubbmusikens repetitiva karaktär. Å andra sidan finns det orkestrar som utgår från den klassiska tangon, till exempel i Osváldo Puglieses tappning i fallet Orquesta Típica Fernandez Fierro, och där tangons formmässiga likheter med klassisk musik utvecklas, ibland i en modernistisk tradition, ibland i en mer traditionellt dansant form.